# 胡亞雷斯 (墨西哥)
胡亞雷斯是墨西哥的城市，始建於1604年6月15日，面積277平方公里，海拔高度403米，每年平均降雨量400毫米，該鎮以該國十九世紀總統貝尼托·胡亞雷斯命名，2005年人口78,644。

## 外部連結
- Government of Ciudad Benito Juárez, Official website （页面存档备份，存于）